# Rhodopseudomonas palustris
Rhodopseudomonas palustris – uniwersalna ze względu na niskie wymagania życiowe Gram-ujemna niesiarkowa bakteria purpurowa, słynąca ze zdolności dowolnego przestawiania się na jeden z czterech sposobów metabolizmu: fotoautotroficzny, fotoheterotroficzny (podstawowy dla tego mikroorganizmu), chemoautotroficzny i chemoheterotroficzny. Jest w stanie absorbować elektrony ze źródeł zewnętrznych i tworzyć związki organiczne bogate w energię. W związku z tym mogą powodować rdzewienie materiałów metalowych poprzez ich szybsze utlenianie.

## Występowanie
Jest spotykana w zbiornikach odpadów z chlewni, w przybrzeżnych osadach morskich i wodach stawów oraz w odchodach dżdżownic.